# Симонов, Сергей Гаврилович
Серге́й Гаври́лович Си́монов (22 сентября [4 октября] 1894, деревня Федотово, Владимирская губерния, Российская империя — 6 мая 1986, Москва, СССР) — советский конструктор стрелкового оружия. Герой Социалистического Труда. Лауреат двух Сталинских премий первой степени. Депутат Верховного Совета РСФСР 1-го созыва.

## Биография
Родился 22 сентября (4 октября) 1894 года в деревне Федотово (ныне – в составе поселка Мелехово Ковровского района) Владимирской губернии (ныне Владимирская область) в семье крестьян.
Окончил 3 класса сельской школы. С 16 лет работал в кузнице. В 1915 году пошёл работать слесарем на небольшом заводе, окончил технические курсы. В 1917 году приступил к работе на Ковровском заводе (в настоящее время ОАО «Завод имени В. А. Дегтярёва») слесарем. Принимал участие в доработке и отладке первого русского автомата Фёдорова. 
С 1922 года — мастер, затем старший мастер. 
В 1922—1923 годах проектирует ручной пулемёт и автоматическую винтовку под руководством В. Г. Фёдорова и В. А. Дегтярёва. В 1926 году представлена, а в 1936 года принята на вооружение РККА автоматическая винтовка Симонова (АВС-36).
Член ВКП(б) с 1927 года.
С 1929 года — начальник сборочного цеха, конструктор, руководитель экспериментальной мастерской. 
В 1932—1933 годах — учёба в Промышленной академии.
С началом Великой Отечественной войны Симонов вместе с предприятием был эвакуирован в Саратов. Большое внимание уделял созданию ручных и станковых пулемётов, но не прекратил разработку другого оружия. К концу 1944 года Сергей Гаврилович создаёт первые образцы своего знаменитого СКС под патрон 7,62×39 мм на основе карабина, разработанного им же в рамках конкурса на новый карабин ещё в 1940—1941 годах, но не пошедшего в производство из-за эвакуации заводов.
В 1950—1970 годах С. Г. Симонов работал в НИИ-61 (ныне Центральный НИИ точного машиностроения ЦНИИТОЧМАШ) в г. Климовск Московской области. Был депутатом ВС РСФСР.
Умер 6 мая 1986 года.

Могила Симонова С. Г.

Похоронен в Москве на Кунцевском кладбище (участок № 10).

## Память

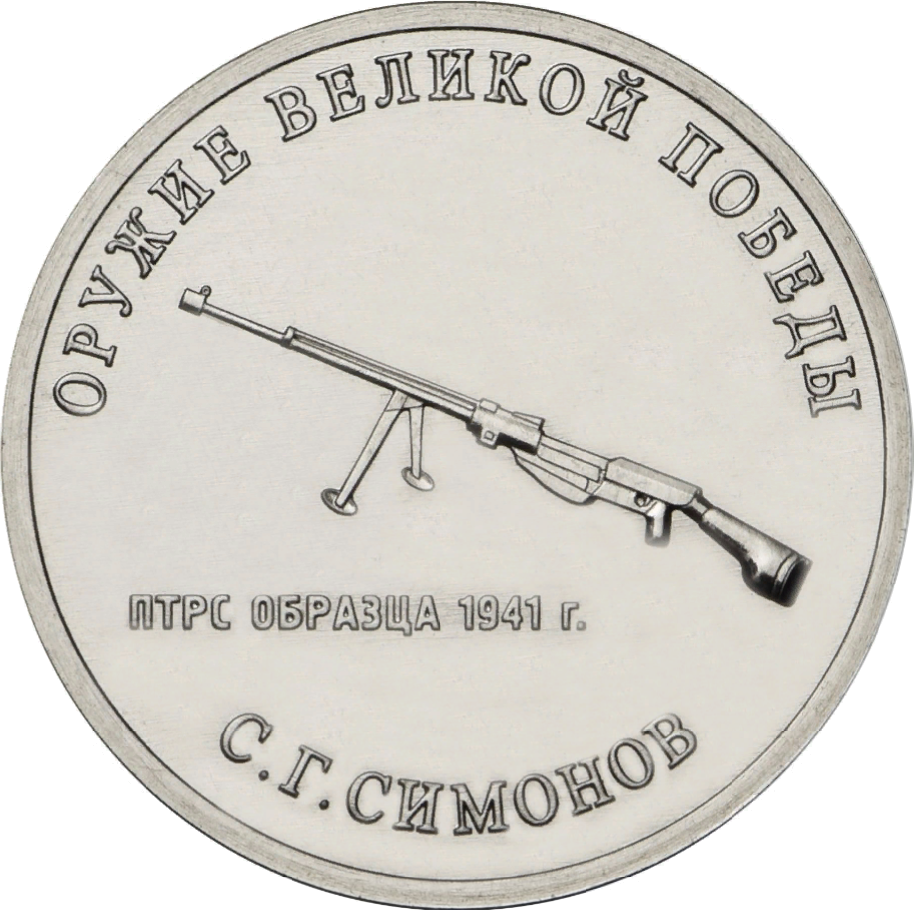
Монета Банка России серии «Оружие Великой Победы (конструкторы оружия)», 25 рублей, 2019 г., С. Г. Симонов, противотанковое ружьё Симонова

- В центре Подольска в присутствии С. Г. Симонова ему был открыт памятник.

## Разработки
- Автоматическая винтовка Симонова образца 1931 года (АВС-3);
- Автоматическая винтовка Симонова образца 1933 года, в 1936 году поступила на вооружение РККА под наименованием АВС-36[1][3];
- Автоматическая винтовка Симонова АВС-034 (опытный образец 1936 года);
- Опытный образец СВС-18 образца 1939 года;
- Опытный образец СВС-37-П-41 (1941 год);
- Опытный образец СВС-53 (1944 год);
- Ручной пулемёт РПС-3 образца 1942 года (опытный образец);
- 9-мм пистолет-пулемёт ППС-9 образца 1949 года (опытный образец);
- В 1941 году разработал 14,5-мм противотанковое самозарядное ружьё (ПТРС)[1][3], в августе 1941 года принятое на вооружение РККА[2] и успешно применявшееся в Великой Отечественной войне 1941—1945.
- В конце 1944 — начале 1945 года был разработан и поступил в войска самозарядный карабин Симонова СКС[3], в дальнейшем принятый на вооружение[1][2]. Выпускался по лицензии во многих странах: ГДР, Китай, Польша, Чехословакия, Югославия и др. В 20 странах состоял на вооружении. В отдельных странах (Бутан, Индия, Албания и др.) находится на вооружении и в настоящее время. За всё время выпущено, по разным оценкам, от 15 до 20 миллионов образцов. В США в личном пользовании находится около 1,5 миллионов экземпляров (на начало 2014 года).
- Самозарядный карабин Симонова СКС-41 образца 1944 года (опытный образец);
- Опытный образец автоматического карабина Симонова АКС-М-3-44 (1944 год);
- Снайперский самозарядный карабин образца 1945 года СКС-45;
- Автомат АКС-75 (опытный образец) 1952 год;
- Автомат АС-104 (1956 год);
- 7,65-мм пистолет СПС образца 1949 года под пистолетный патрон «Браунинг»;
- 7,62-мм пистолет СПС образца 1941 года под пистолетный патрон ТТ (экспериментальный образец)[5].

## Награды и премии
- Герой Социалистического Труда (20 октября 1954)[1][2][3]
- три ордена Ленина[2] (18 января 1942; 20 октября 1954; 4 октября 1984)
- орден Октябрьской Революции[1][2] (4 октября 1974)
- орден Кутузова II степени[2] (16 сентября 1945)
- орден Отечественной войны I степени[2] (18 ноября 1944)
- два ордена Трудового Красного Знамени[2] (5 июня 1944; 5 октября 1979)
- орден Красной Звезды[2] (8 июня 1939)
- медали[1]
- заслуженный изобретатель РСФСР (1964)[1][3]
- Сталинская премия I степени (10 апреля 1942)[3] — за создание противотанкового оружия[1][2]
- Сталинская премия I степени (1949)[3] — за создание СКС[1][2]